# Oud Metha
Oud Metha (in arabo عود ميثاء‎?), detto anche Al Nasr (in arabo النصر‎?), è un quartiere (o comunità) di Dubai, negli Emirati Arabi Uniti. Si trova nella zona centrale di Bur Dubai.

## Territorio
Il territorio si sviluppa su un'area di 1,5 km² nella zona centrale di Bur Dubai, ed è delimitato a ovest dalla Umm Hurair Road,  ad est dalla Oud Metha Road che inizia proprio in questo quartiere, e a sud dalla Sheikh Rashid Road.
Oud Metha è un quartiere prettamente residenziale in cui sono presenti diversi club sociali e culturali, nochè scuole per stranieri residenti a Duba, fra cui: 
- Indian High School di Dubai,[4] con annesso Sheikh Rashid Auditorium;
- scuola internazionale francese Lycée Français International Georges Pompidou;[5]
- Iranian Club di Dubai;[6]
- Pakistan Association Dubai.[7]

Il quartiere è sede della associazione sportiva Al Nasr Club e dello Stadio Al-Maktum che ospita le partite della relativa squadra di calcio che milita nel campionato degli Emirati Arabi.
Merita una citazione anche il complesso sportivo chiamato Al Nasr Leisureland dotato di numerosi impianti per una serie di sport quali: tennis, squash, nuoto, bowling, palestre per il fitness, nonche una pista di pattinaggio su ghiaccio di dimensioni olimpiche con relativo stadio in grado di ospitare anche partite di hockey su ghiaccio.
I trasporti sono assicurati dalla Metropolitana di Dubai la cui Linea Verde prevede la stazione di Oud  Metha.